# Jean François Philibert Rossée
Pour les articles homonymes, voir Rossée.
Jean François Philibert Rossée, né le 16 décembre 1745 à Belfort (Haute-Alsace) et mort le 23 septembre 1832 à Giromagny (à l'époque dans le Haut-Rhin), un magistrat et un homme politique français des XVIIIe et XIXe siècles.

## Biographie
« Fils de Jean-Pierre Rossée, et de Marie-Françoise Odelin », est avocat au conseil souverain d'Alsace au moment de la Révolution française. Il en adopte les principes et devient procureur-syndic du district de Belfort, député suppléant du Haut-Rhin à l'Assemblée législative, membre de l'administration départementale du Haut-Rhin, et agent national.
Élu, le 23 vendémiaire an IV, député du Haut-Rhin au Conseil des Anciens, il devient secrétaire de cette assemblée le 8 février 1797) et président (21 novembre 1797 - 21 décembre 1797). Partisan du Directoire, il défend l'institution du tachygraphe, prévient et approuve le coup d'État du 18 fructidor an V.
Il prend en outre une part fort active aux débats, soutient la résolution relative aux biens des parents d'émigrés, fait établir la liste des transactions particulières, est chargé de l'examen de la résolution sur le port des lettres et des journaux, approuve le serment imposé aux électeurs et le rétablissement de la loterie, combat la résolution sur la garde du Corps législatif et l'organisation de la Garde nationale, se montre partisan de la contrainte par corps, vote contre les indemnités aux députés non admis, parle sur le jugement des prévenus de trahison, est rapporteur de l'impôt sur le tabac qu'il combat, et de l'organisation judiciaire et civile, qu'il approuve. Membre du comité de législation, il fait un rapport sur le paiement des frais de la procédure criminelle.
À sa sortie du Conseil des Anciens, il devient, en l'an VII, juge au tribunal de cassation (Haut-Rhin).
Rallié au coup d'État du 18 brumaire, il est élu, par le Sénat conservateur, député du Haut-Rhin au Corps législatif, le 4 nivôse an VIII.
En l'an X, il demande, sans l'obtenir, d'être nommé préfet de la Roer, s'appuyant sur ce qu'il a « l'usage de la langue allemande », et voit son mandat législatif renouvelé le 2 vendémiaire an XIV puis le 2 mai 1811. Il fait partie, à l'assemblée, du comité judiciaire et du comité des rapports.
Membre de la Légion d'honneur (4 frimaire an XII), officier de l'ordre et trésorier de la 5e cohorte (16 messidor an XII), président de chambre à Colmar (10 juin 1811, il remplit ces dernières fonctions jusqu'en 1814 date ou il est révoqué par la première Restauration ; il ne reparaît plus sur la scène politique.